# Fredrik Dahlberg

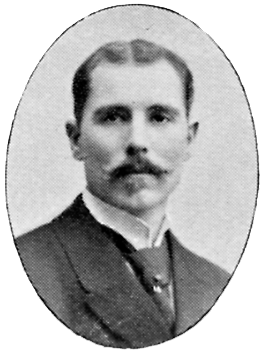
Fredrik Dahlberg

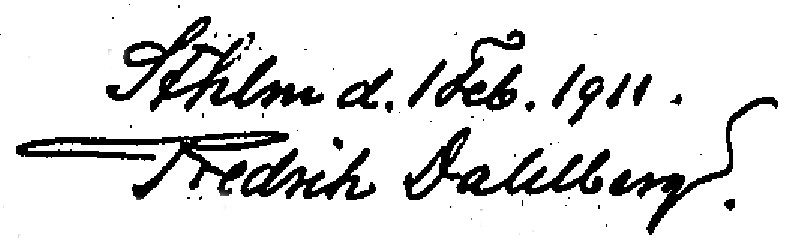
Dahlbergs signatur

Johan Herman Fredrik Dahlberg, född 17 augusti 1857 i Stockholm, död på samma ort 24 september 1932, var en svensk arkitekt.

## Biografi
Dahlberg studerade 1883-1884 vid Kungliga Tekniska Högskolan och 1875-1881 vid Kungliga Akademien för de fria konsterna. Från 1883 och tio år framåt var han anställd hos Carl Möller, därefter drev han egen verksamhet.
I Stockholm är främst två verk av Dahlberg kända; Skeppsbron 44, en jugendinspirerad byggnad uppförd 1909-1910 samt Valhallavägen 94-96, en byggnad från 1885 i den "tyska" renässansen med en överrik dekorerad fasad som blev förebild till flera pampiga byggnader vid denna tid. 
Dahlberg ritade dessutom byggnader till Stockholmsutställningen 1897 samt fem villor i Lärkstaden; Sånglärkan 1, Sånglärkan 8 (fasad), Piplärkan 9, Piplärkan 11 (fasad) och Piplärkan 12 (fasad).

## Bilder

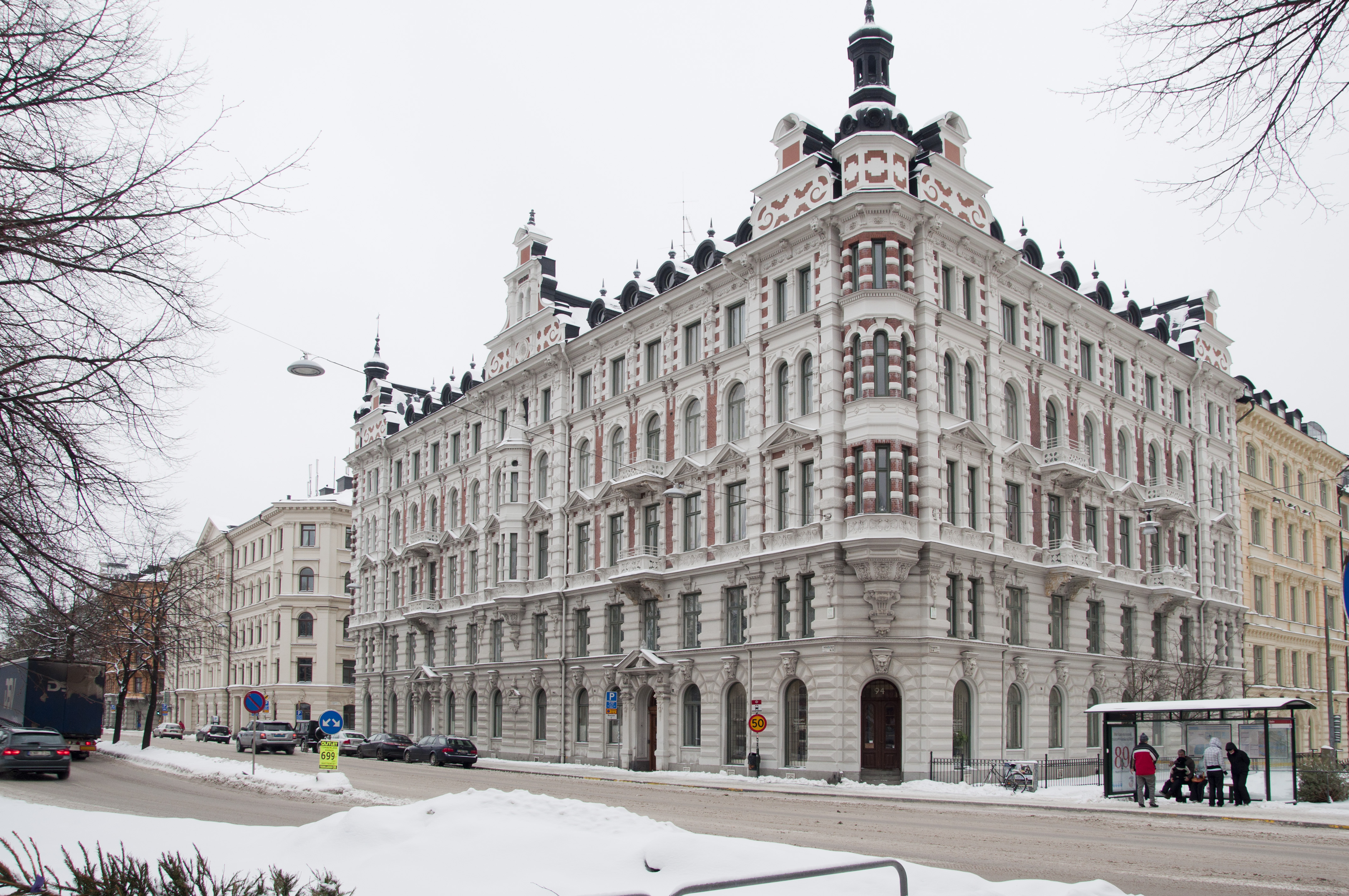
Björken 18 från 1885
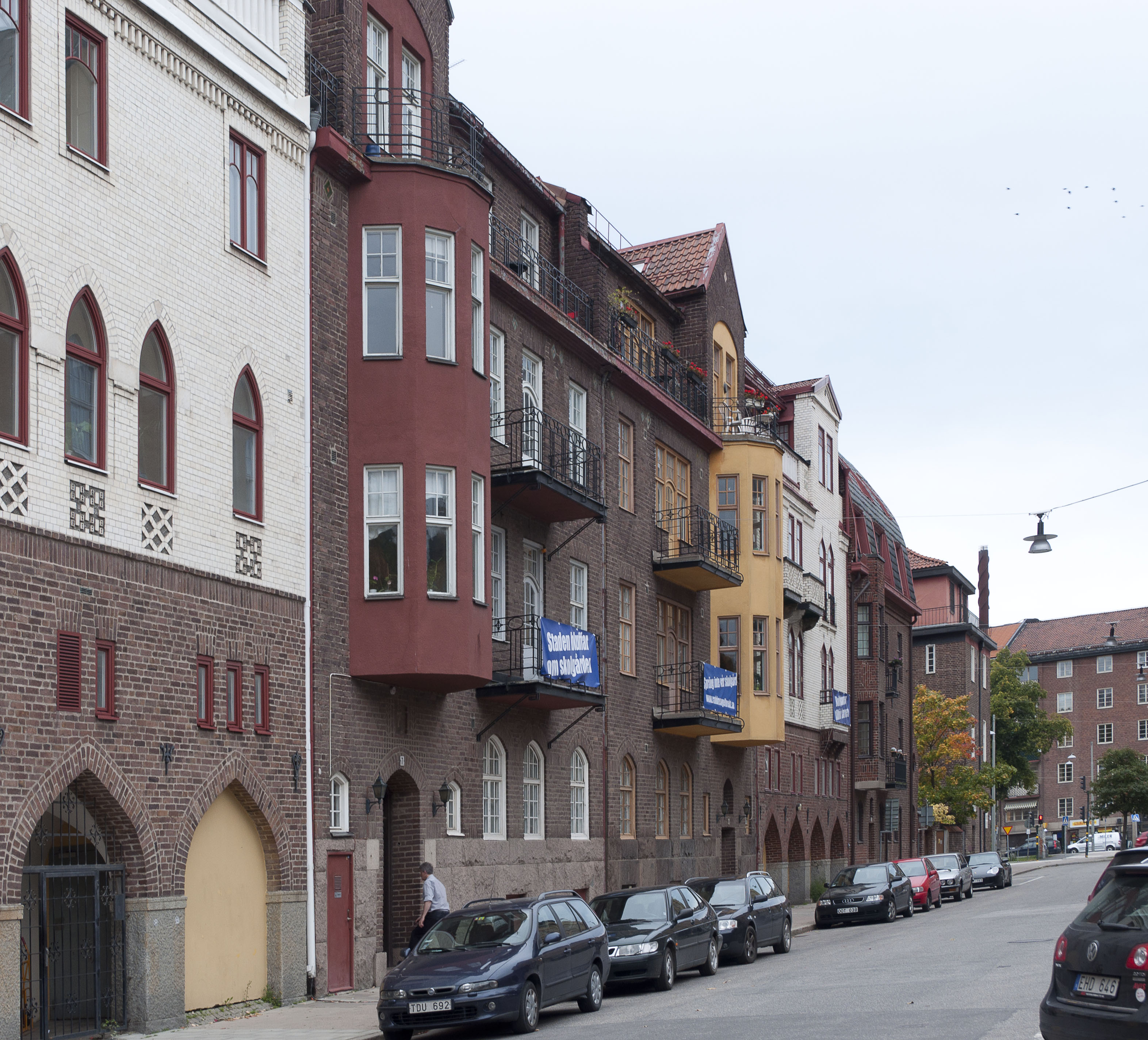
Sånglärkan 12, Sånglärkan 11, Uggelviksgatan 7 och 9
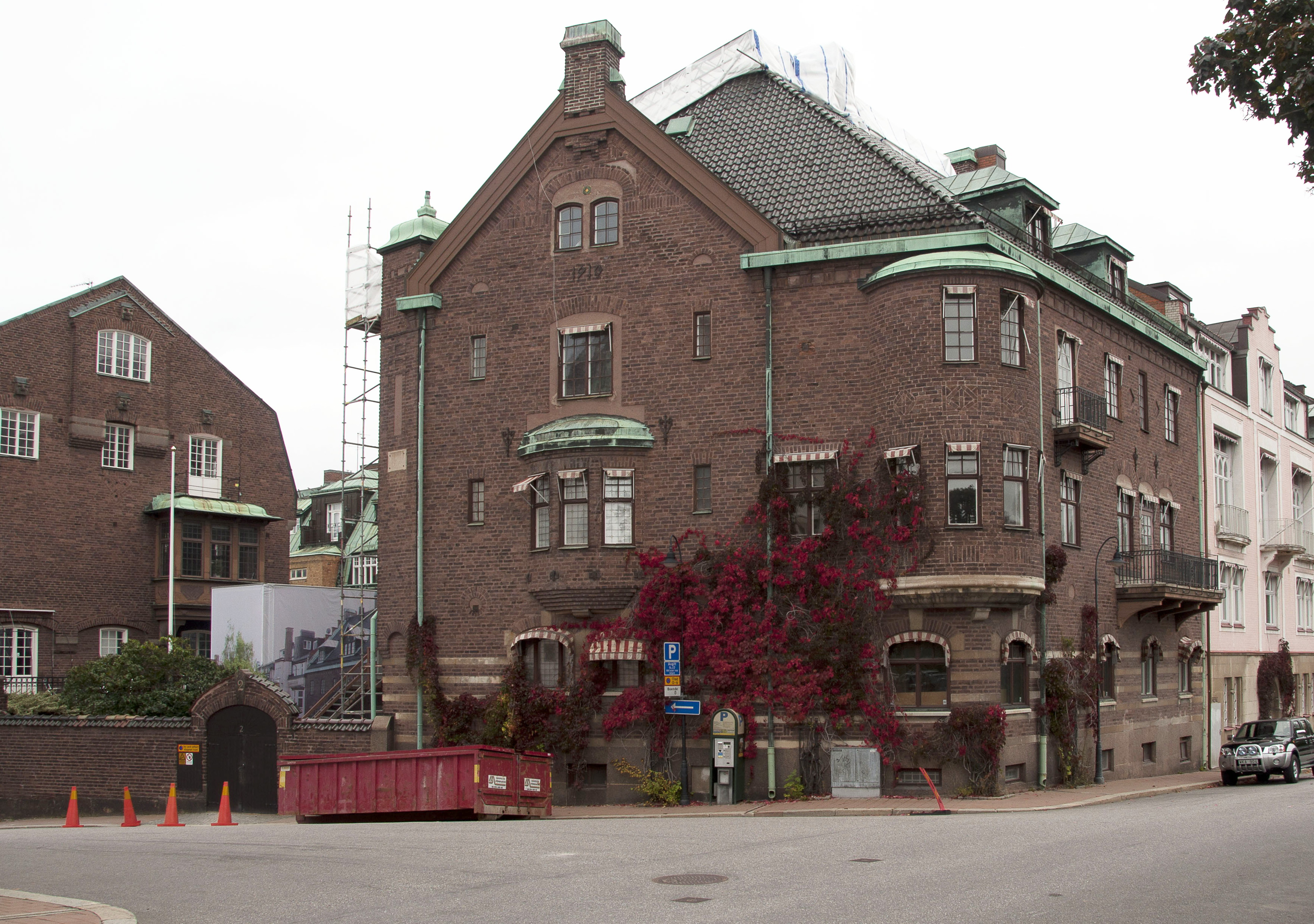
Sånglärkan 1, Sköldungagatan 2
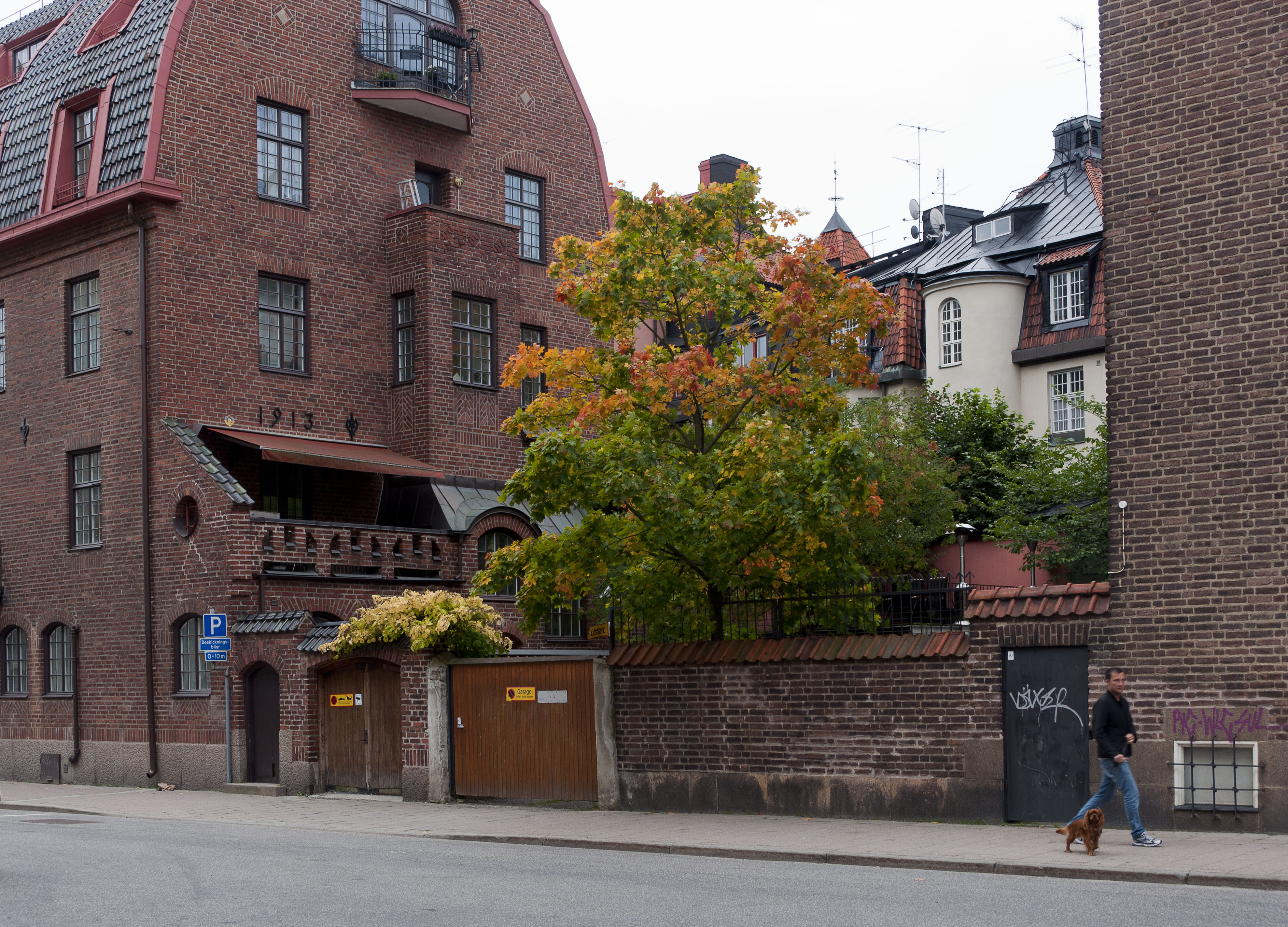
Sånglärkan 9, Uggleviksgatan 13

## Referenser

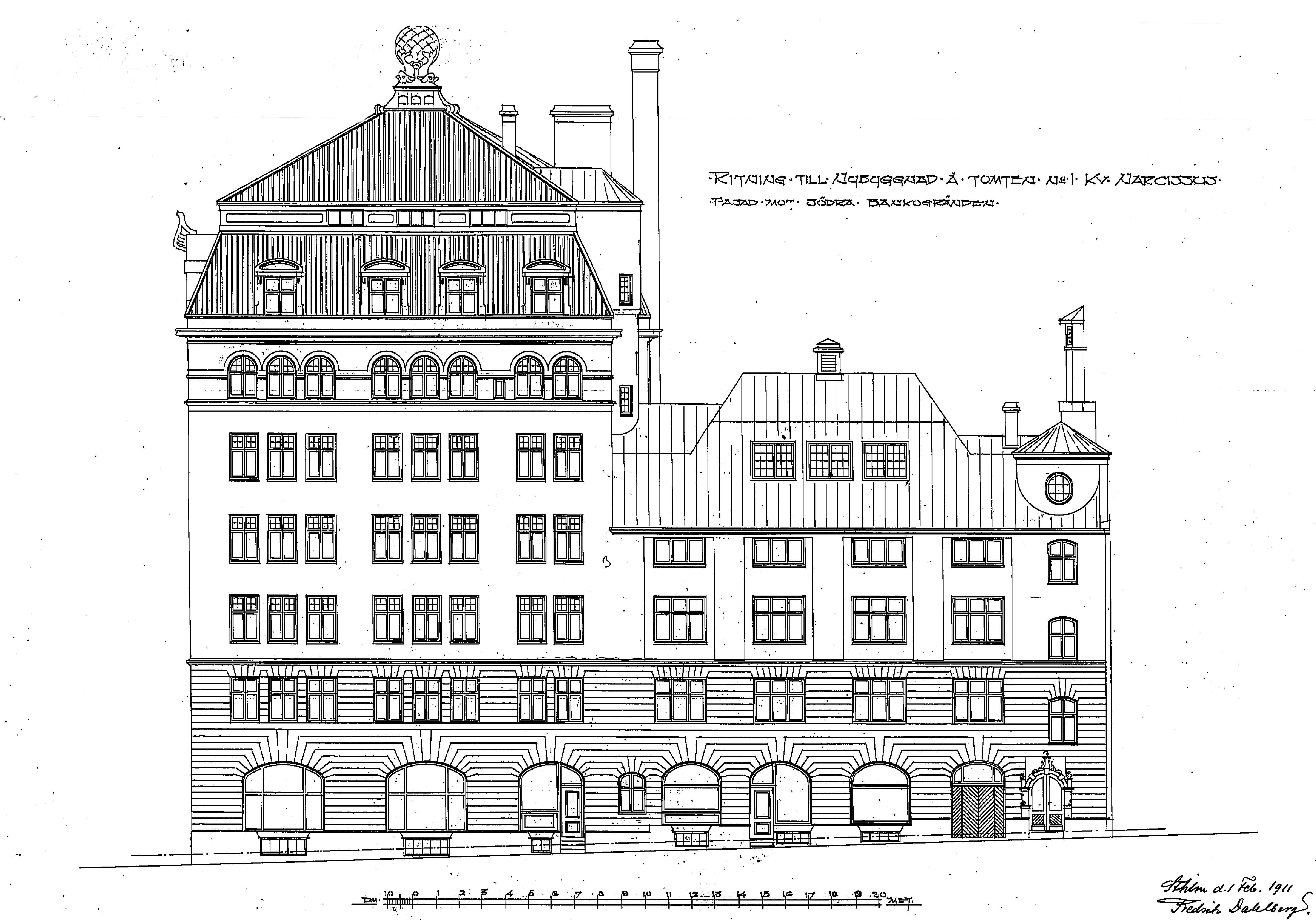
Ritning för Skeppsbron 44, 1907.